# Gorybia castanea
Gorybia castanea är en skalbaggsart som först beskrevs av Pierre Émile Gounelle 1909.  Gorybia castanea ingår i släktet Gorybia och familjen långhorningar. Inga underarter finns listade i Catalogue of Life.